# Давыдович, Андреа
Андреа Давыдович (англ. Anya Davidovich; ивр. אנדריאה דוידוביץ'‎; род. 24 марта 1997, Берлингтон, США) — американская, израильская фигуристка, выступавшая в парном катании с Евгением Краснопольским. Они первые фигуристы, которые представляли Израиль в парном катании на Олимпийских играх.

## Карьера
Андреа Давыдович родилась в США и до 2010 года тренировалась в клубе West Orange в Нью-Джерси.
Весной 2013 года спортсменка объединилась в пару с израильским фигуристом Евгением Краснопольским. Их тренировал Геннадий Красницкий в Хакенсак, Нью-Джерси. В сентябре того же года пара дебютировала на международном турнире U.S. International Figure Skating Classic и заняла шестое место. Следующим крупным турниром стал Nebelhorn Trophy, где Андреа и Евгений показали десятый результат. В декабре 2013 года пара победила в соревновании Золотой конек Загреба. А на Чемпионате Европы 2014 года фигуристы заняли седьмое место.
В феврале 2014 года пара приняла участие в Олимпийских играх в Сочи, где по итогам двух программ заняла 15 место. Давыдович и Краснопольский — первые фигуристы с парном фигурном катании, которые представляли Израиль на Олимпиаде. После главного старта четырёхлетия пара распалась из-за возраста Евгения, который на 7,5 лет старше партнерши.
После этого Андреа вновь стала выступать на родине, она встала в пару с Аджем Райссом и дебютировала эта пара на Чемпионате США 2015 года.

## Спортивные достижения

### За США
| Соревнования/Сезон | 2014–2015 |
| ------------------ | --------- |
| Чемпионаты США     | 9         |

### За Израиль
| Соревнование/Сезон      | 2013-2014 |
| Зимние Олимпийские игры | 15        |
| Чемпионаты Европы       | 7         |
| Nebelhorn Trophy        | 10        |
| Золотой конек Загреба   | 1         |